# Alojzy Poszwa
Alojzy Poszwa (ur. 15 października 1901 w Polichnie, zm. 5 lutego 1979 w Sierpcu) – polski duchowny rzymskokatolicki, działacz społeczny, doktor socjologii Instytutu Katolickiego w Paryżu. Jeden z najważniejszych w polskim środowisku katolickim badaczy problemu eugeniki przed II wojną światową, autor książki Eugenika w Polsce na temat tego zagadnienia z perspektywy katolickiej nauki społecznej, krytyk eugeniki negatywnej. Propagator spółdzielczości, w latach 1946–47 przewodniczący rady nadzorczej Samorządowych Spółdzielni Spożywców „Zgoda”. Proboszcz w Sochocinie (1940–1948), wicedziekan płoński (1945–48), proboszcz i dziekan raciąski (1948–1979). Szambelan papieski (1957), prałat domowy Jego Świątobliwości (1964), kanonik honorowy (1949), a następnie gremialny (1968) kapituły kolegiackiej w Pułtusku.

## Życiorys

### Początki
Urodził się 15 października 1901 w Polichnie k. Turku w Wielkopolsce jako najstarszy syn wiejskiego szewca Franciszka Poszwy i Julianny z domu Janeczek. Jego ojciec wielokrotnie emigrował za granicę, by zdobyć pieniądze na utrzymanie wielodzietnej rodziny – do fabryki na Uralu, a potem do Ameryki Północnej. Ukończył szkołę powszechną we Władysławowie, następnie uczył się w gimnazjum handlowym w Turku (ukończone pierwsze klasy), a od 1917 w Niższym Seminarium Duchownym Diecezji Płockiej przy Katolickim Liceum Ogólnokształcącym im. św. Stanisława Kostki w Płocku, gdzie zdał maturę w 1921.

### Wojna polsko-bolszewicka
...zaczęło się wszystko od płotu. Wszyscy zapewne pamiętamy jeden taki alarmujący afisz. Wschodnią granicę Polski wyobrażał płot. Na płot ten prze z całych sił potężna masa rozszalałych bolszewików; trzeszczy, pęka, łamie się ta słaba zapora i to tym bardziej, że od naszej polskiej strony wspiera ją zaledwie paru, upadających już z sił żołnierzy. A pod tym wymownym afiszem, prosty, ale i nie mniej wymowny apel: "Ochotnicy na front"!

W lipcu 1920 wstąpił do Wojska Polskiego (akademicka legia w Rembertowie), inicjując patriotyczny zryw wśród 30 kleryków płockiego niższego seminarium duchownego (licealistów), i uczestniczył jako sanitariusz w wojnie polsko-bolszewickiej. Od lipca do października 1920 służył na statku szpitalnym „Łokietek”, rozwożąc rannych żołnierzy do szpitali na odcinku Warszawa–Tczew.

### Studia wyższe i wyjazd do Francji
Od 1921 podjął studia filozoficzno-teologiczne w Wyższym Seminarium Duchownym w Płocku. Subdiakonatu udzielono mu 20 grudnia 1924, diakonatu 11 kwietnia 1925, a prezbiteratu 30 sierpnia 1925 w Popowie nad Bugiem z rąk księdza biskupa Antoniego Juliana Nowowiejskiego. W tym czasie regularnie w ferie i wakacje posługiwał jako kleryk w Kościele parafialnym w Koziebrodach, pomagając proboszczowi Stanisławowi Krzywkowskiemu. Jako neoprezbiter rozpoczął studia w Instytucie Katolickim w Paryżu w 1925, gdzie najpierw otrzymał licencjat z teologii, a następnie doktorat w zakresie nauk społeczno-politycznych (w Institut des Études Sociales) na podstawie pracy o polskiej emigracji rolnej we Francji, opublikowanej drukiem jako  L’émigration polonaise agricole en France (1930). W pracy poświęca uwagę wewnętrznym przyczynom emigracji, sposobom ich ograniczenia, sytuacji polityczno-gospodarczej i racjom historycznym, które doprowadziły do takiej sytuacji (rozdziały I–III) oraz szczegółowej charakterystyce polskich emigrantów rolnych we Francji – ich statusowi prawnemu, sposobom i wymiarom ich pozyskiwania w kolejnych wielkich falach emigracji w latach 1901, 1913 i 1917, warunkom ich pracy, życiu społecznemu i religijnemu, a także propozycjom rozwiązań dla francuskich prawodawców i tamtejszej administracji państwowej (rozdziały IV–VIII). W czasie wyjazdu do Francji był z ramienia Polskiej Misji Katolickiej duszpasterzem w Pikardii wśród polskich robotników-emigrantów (w Ailly-le-Haut-Clocher, Amiens, Bouchoir, Combles, Crécy-en-Ponthieu, Cressy-Omencourt, Domart-en-Ponthieu, Friville-Escarbotin, Framerville-Rainecourt, Gamaches, Ham, Laucourt, Paryż, Poix, Roisel, Vron), kapelanem więziennym departamentów Seine i Aisne oraz dyrektorem Opieki Polskiej nad Robotnikami Polskimi we Francji na departament Somme, gdzie zajmował się sprawami pośrednictwa pracy, działalnością charytatywną i organizacją życia kulturalnego. Jego praca wzbudziła zainteresowanie i znalazła wsparcie finansowe ze strony polskich placówek dyplomatycznych; doceniali ją także prymasi-kardynałowie August Hlond i Stefan Wyszyński oraz biskup płocki Tadeusz Paweł Zakrzewski, z którymi Poszwa współpracował.

### Powrót do Polski

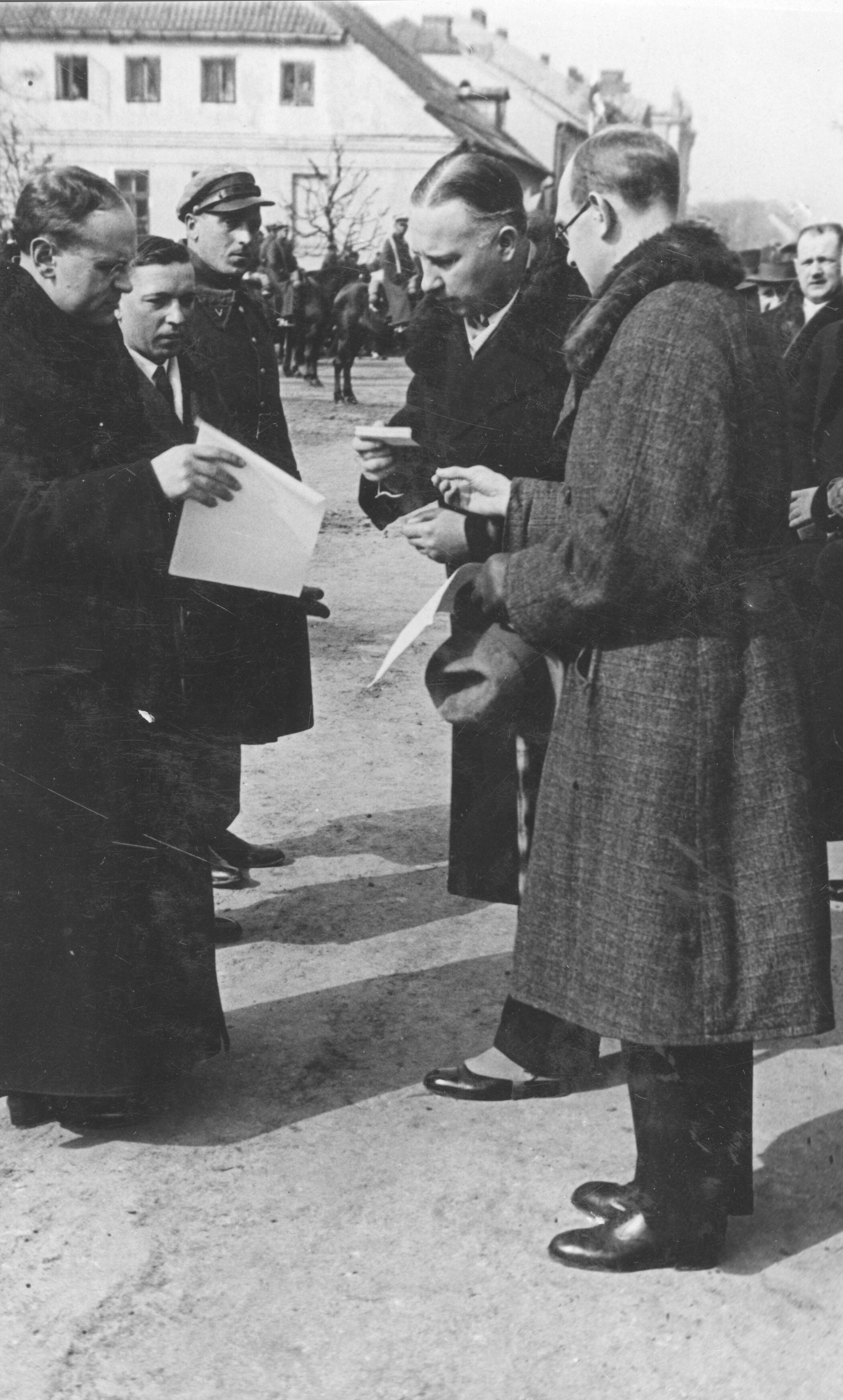
Starosta płocki Władysław Rozmarynowski (drugi z prawej) dekoruje Złotym Krzyżem Zasługi Alojzego Poszwę (pierwszy z lewej) w Płocku, 19 marca 1935.

W 1930 został wykładowcą teologii moralnej oraz socjologii (katolickiej nauki społecznej) w Wyższym Seminarium Duchownym w Płocku, prowadził także zajęcia z etyki oraz liturgiki. Został wówczas także patronem płockiego oddziału Związku Zawodowego Chrześcijańskich Pracownic Domowych im. św. Zyty oraz obrońcą węzła małżeńskiego w sądzie biskupim w Płocku. W październiku 1936 został kapelanem garnizonu i administratorem parafii wojskowej w Płocku. Przed wojną udzielał się naukowo i społecznie: wygłaszał wykłady w Diecezjalnym Instytucie Akcji Katolickiej i Wieczorowym Uniwersytecie Wykształcenia Religijnego (później przemianowanym na Instytut Wyższej Kultury Religijnej), aktywnie uczestniczył w zjazdach polskich teologów i kursach teologicznych w Płocku. Od 1931 należał do Związku Zakładów Teologicznych w Polsce, uczestnicząc m.in. w zjazdach w Poznaniu, Wilnie, Częstochowie, wypełnionych referatami i dyskusjami. W 1937 był w gronie ochotników-założycieli, a następnie został członkiem zarządu płockiego oddziału Związku Ochotników Wojennych Wojska Polskiego, należał również m.in. do zespołu redakcyjnego wydawanej przez ten związek jednodniówki.

### II wojna światowa
Podczas kampanii wrześniowej 1939 uczestniczył jako kapelan w walkach 8 Pułku Artylerii Lekkiej z Płocka w okolicach miejscowości Narzym, Kęczewo, Łąck, Gąbin, Nowy Dwór Mazowiecki, Legionowo, Mińsk Mazowiecki, Garwolin, Łaskarzew. Po rozwiązaniu jednostki powrócił do Płocka, gdzie do grudnia 1939 prowadził zajęcia w tamtejszym Wyższym Seminarium Duchownym. Po eksmisji seminarium został przydzielony do pomocy choremu proboszczowi parafii w Sochocinie, ks. Józefowi Górnickiemu; pracował najpierw od 23 stycznia 1940 jako zastępca proboszcza, a od 16 marca jako proboszcz tej parafii. W czasie wojny należał przez kilka kadencji do zarządu płockiego koła Polskiego Białego Krzyża, prowadząc w ramach niego odczyty.

### Okres powojenny
Po wojnie nosił się z nadzieją o powrocie jako wykładowca do Wyższego Seminarium Duchownego w Płocku, jednak ówczesny administrator diecezji płockiej ks. Stanisław Figielski pozostawił go na stanowisku w Sochocinie, przydzielając mu jednocześnie stanowisko wicedziekana dekanatu płońskiego (którą to funkcję sprawował w latach 1945–1948). W 1946 został dyrektorem diecezjalnym Związku Misyjnego Duchowieństwa. Ks. prof. Mieczysław Żywczyński, który obejmował katedrę historii na Katolickim Uniwersytecie Lubelskim, a wcześniej był kolegą seminaryjnym Poszwy, starał się go wówczas namówić do rozpoczęcia pracy naukowej w katedrze teologii moralnej KUL, jednak bezskutecznie. Poszwa od 1948 aż do swojej śmierci w 1979 był proboszczem i dziekanem raciąskim. Od 1970 zaczął podupadać na zdrowiu. Zmarł po długiej chorobie 5 lutego 1979 w szpitalu w Sierpcu, a pochowany został cztery dni później na cmentarzu parafialnym w Raciążu, zgodnie z wolą wyrażoną w testamencie. Pamiętany był jako osoba o mądrej głowie, o ciętym słowie (ks. Józef Gosik), zwracała uwagę jego elegancja, spokój, porządek, akuratność w działaniu i skupienie przy ołtarzu czy podczas odmawiania brewiarza w alejce ogrodowej, dbał o sztywne i nienagannie białe mankiety, palił (niestety!) papierosy, grywał w brydża, a do obiadu – francuskim zwyczajem – wypijał kieliszek stołowego wina (ks. Witold Banasiak).

## Wyróżnienia i odznaczenia
W 1934 odznaczony został Złotym Krzyżem Zasługi przez prezydenta Ignacego Mościckiego za pracę na rzecz Polonii – wręczenie odbyło się 19 marca 1935. Otrzymał ponadto odznaki pamiątkowe 4 Pułku Strzelców Konnych Ziemi Łęczyckiej (29 maja 1938) i 8 Płockiego Pułku Artylerii Lekkiej z rąk gen. Juliusza Rómmla.
Był kanonikiem honorowym (od 1949), a następnie gremialnym (od 1968) kapituły kolegiackiej w Pułtusku. W 1957 został wyróżniony tytułem honorowym szambelana papieskiego, a w 1964 prałata domowego Jego Świątobliwości.

## Odwołania w kulturze
Alojzy Poszwa jest jednym z bohaterów dramatu Bohdana Urbankowskiego pt. Legenda roku dwudziestego.

## Publikacje
- Alojzy Poszwa: L'émigration polonaise agricole en France. Paris: Gebethner & Wolff, 1930, s. 215.
- Alojzy Poszwa. Emigracja polska rolna we Francji. „Przegląd Powszechny”. T. 192 (48), s. 51–70, 213–226, 1931.
- Alojzy Poszwa. Dążenia eugenistów polskich w świetle katolickich zasad moralnych. „Ateneum Kapłańskie”. T. 30 R. 18 (Z. 5), s. 433–445, 1932.
- Alojzy Poszwa: Zamartwica; Zatajenie. W: Encyklopedia kościelna. T. 33. Włocławek: 1933, s. 23–29, 133–135.
- Alojzy Poszwa. Kodyfikacja polskiego prawa małżeńskiego. „Miesięcznik Pasterski Płocki”. R. 30 (nr 6–11), s. 270–275, 317–320, 358–364, 410–413, 461–464, 512–515, 1935. Płock.
- Alojzy Poszwa. Regulacja urodzeń a moralność katolicka. „Ateneum Kapłańskie”. R. 21 T. 36 (Z. 2–3), s. 171–188, 280–292, 1935. (Z. 2, 3)
- Alojzy Poszwa. Uzgodnienie i podział zagadnień moralnych między poszczególnemi wykładami w seminarjach. „Pamiętnik Siódmego Zjazdu w Wilnie 19.IV–21.IV.1933”, s. 86–104, 1934 (właśc. 1936). Wilno: Związek Zakładów Teologicznych w Polsce pod wezwaniem św. Jana Kantego.
- Alojzy Poszwa. Wykorzystanie encyklik społecznych w seminaryjnych wykładach. „Pamiętnik Siódmego Zjazdu w Wilnie 19.IV–21.IV.1933”, s. 353–365, 1934 (właśc. 1936). Wilno: Związek Zakładów Teologicznych w Polsce pod wezwaniem św. Jana Kantego.
- Alojzy Poszwa. Katolicy a ruch spółdzielczy. „Głos Mazowiecki”. nr 131 (R. 4), s. 3, 1936.
- Alojzy Poszwa. Polski projekt ustawy o poradnictwie przedślubnym a moralność katolicka. „Ateneum Kapłańskie”. R. 22 T. 38 (Z. 2), s. 138–156, 1936.
- Alojzy Poszwa. Polski projekt ustawy o eugenicznym poradnictwie przedślubnym a moralność katolicka. „Pamiętnik ósmego zjazdu w Częstochowie”, s. 117–139, 1937. Kraków.
- Alojzy Poszwa. Ze wspomnień kleryka-ochotnika. „Jednodniówka Związku Ochotników Wojennych W.P. Oddział w Płocku”, s. 54–57, 1937. Płock.
- Alojzy Poszwa. Porządek nabożeństwa i procesji Bożego Ciała w Bazylice Katedralnej. (Komunikat Mistrza Ceremonii Bazyliki Katedralnej). „Głos Mazowiecki”. nr 119 (R. 5), s. 4, 1937.
- Alojzy Poszwa: Ku nowemu ustrojowi. Płock: Diecezjalny Instytut Akcji Katolickiej, 1938, s. 18.
- Alojzy Poszwa: Eugenika w Polsce. Płock: 1938, s. 89.
- Alojzy Poszwa. Porządek nabożeństwa i katedralnej procesji Bożego Ciała (Komunikat Mistrza Ceremonii Bazyliki Katedralnej). „Głos Mazowiecki”. nr 135A (R. 6), s. 1, 1938.
- Alojzy Poszwa. Małżeństwo i rodzina w uchwałach Synodu Plenarnego. „Posłannictwo katolicyzmu polskiego w świetle uchwał I Synodu Plenarnego. Pamiętnik IV Studium Katolickiego w Katowicach 5.–10.IX.1938”, s. 20, 1939. Poznań.
- Alojzy Poszwa. Porządek nabożeństwa i katedralnej procesji Bożego Ciała. Komunikat katedralnego Mistrza Ceremonii. Odezwa Prokuratora Bazyliki Katedralnej. „Głos Mazowiecki”. nr 129 (R. 7), s. 1, 1939.
- Alojzy Poszwa. Związek Misyjny Duchowieństwa. „Miesięcznik Pasterski Płocki”. Z. 41 (3–4), s. 89–90, 1947.
- Alojzy Poszwa. W sprawie Związku Misyjnego Duchowieństwa. „Miesięcznik Pasterski Płocki”. Z. 42 (2–3), s. 62–63, 1948.
- Alojzy Poszwa. Dlaczego nie wszyscy?. „Miesięcznik Pasterski Płocki”. Z. 43 (5–6), s. 196–197, 1949.
- Alojzy Poszwa, Michał Marian Grzybowski (wyd.). Kronika parafii Sochocin z lat 1939–1948. „Mazowieckie Studia Kościelne”, s. 143–190, 1990. Płock.